# سم الردایس
سم الردایس (به انگلیسی: Sam Allardyce) (زاده ۱۹ اکتبر ۱۹۵۴ - دادلی) مربی و بازیکن سابق فوتبال اهل انگلستان است.
او به عنوان بازیکن در تیمهای زیادی از جمله بولتون، کاونتری سیتی و وست برومویچ بازی کرده‌است و به عنوان مربی در تیمهایی مانند بولتون، نیوکاسل یونایتد، بلکبرن راورز، وستهام یونایتد و لیدز یونایتد مربیگری کرده‌است.

## انتخاب شدن به عنوان سرمربی انگلستان و برکناری
پس از کش و قوس‌های فراوان، سم الردایس که مورد حمایت سر الکس فرگوسن بود، توسط اتحادیه فوتبال انگلیس به عنوان سرمربی سه شیرها منصوب شد. آرسن ونگر، آلن شرر و کلینزمن از دیگر گزینه اتحادیه برای انتخاب سرمربی انگلیس بودند.
اما پس از تنها ۶۷ روز، به اتهام فعالیت‌های غیرقانونی در بازار نقل و انتقالات، با افشای یک ویدئو، از کار برکنار شد.

## دستاوردها و افتخارات
الردایس به عنوان مربی هدایت تیم‌های بلکپول، نوتس کاونتی، بولتون، نیوکاسل، بلکبرن، وست هم و در نهایت ساندرلند را بر عهده داشته‌است. افتخارات وی شامل قهرمانی در لیگ دسته ۳ انگلیس به همراه نوتس کاونتی و ۲ بار صعود به لیگ برتر به همراه وست هم و بولتون است.